# Sorel
Sorel é uma comuna francesa na região administrativa de Altos da França, no departamento de Somme. Estende-se por uma área de 7,94 km². Em 2010 a comuna tinha 163 habitantes (densidade: 20,5 hab./km²).